# Heinrich Brändli (Ingenieur)

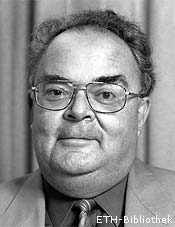
Heinrich Brändli

Heinrich Brändli (* 18. April 1938; † 12. April 2018) war ein Schweizer Ingenieur und Professor der ETH Zürich. Er beschäftigte sich mit Transport- und Eisenbahntechnik.

## Leben
Heinrich Brändli wuchs im Quartier Oberstrass der Stadt Zürich auf. Seine Eltern hatten ein Kleidergeschäft gleich unter der Polybahn, welche ihn von klein auf faszinierte und wohl der Ursprung für seine Faszination für den öffentlichen Verkehr sowie die Trams war. Er besuchte die Mittelschule und schloss 1961 sein Studium an der ETH Zürich als Bauingenieur ab. Zwei Jahre arbeitete er bei der Stadt Zürich in der Wasseraufbereitung und wurde anschliessend 1963 von den Verkehrsbetrieben Zürich (VBZ) engagiert.
Im Mai 1973 standen die entwickelten Pläne der VBZ für ein U- und S-Bahn-Netz, an denen Heinrich Brändli technisch sowie politisch wesentliche Teile erarbeitet hatte, zur Abstimmung. Diese wurde jedoch nicht angenommen, da vor allem von Seiten der SP Stimmen laut wurden, die Bahn wäre arbeiterfeindlich. 1975 wechselte Brändli zur ETH.

## Wirken
Während seiner Tätigkeit für die Verkehrsbetriebe Zürich hat Heinrich Brändli ein Funksystem für die Kommunikation zwischen dem Personal auf den Fahrzeugen oder im Netz und einer zentralen Leitstelle eingeführt. Dies war zunächst als Sicherheitsmassnahme konzipiert, um auch ohne Fahrzeugbegleiter den reibungslosen Betrieb sicherzustellen. Bald wurde dies auch als ein Instrument zur Analyse und zur Lenkung des Systems genutzt. Es entstand das erste rechnergestützte Betriebsleitsystem für den öffentlichen Nahverkehr.
Als Professor an der ETH war seiner Forschung auf die betrieblichen Gesetzmässigkeiten des öffentlichen Verkehrs und insbesondere auch dessen Störanfälligkeit fokussiert. Die Mechanismen für diverse Phänomene, wie zum Beispiel das Auflaufen von Trams und Bussen (Paketbildung), anstatt gleichmässiger Abstände gemäss Fahrplan, wurden erforscht und festgehalten. Dabei konnten die kritischen Faktoren identifiziert und Massnahmen dagegen entwickelt und getestet werden. Diese Erkenntnisse ermöglichten eine höhere Zuverlässigkeit des öffentlichen Nahverkehrs.
Heinrich Brändli setzte sich auch politisch sehr engagiert für einen effizienten und fahrgastkonformen öffentlichen Verkehr ein, z. B. der S-Bahn Zürich.

## Publikationen (Auswahl)
- Unkonventionelle öffentliche und paraöffentliche Verkehrssysteme. Nationales Forschungsprogramm Stadt und Verkehr, Zürich 1994, ISBN 3-907118-61-8.
- Öffentlicher Verkehr im Clinch. Heinrich Brändli, Fredi Bollinger, Hochschulverlag AG an der ETH Zürich, Zürich 1996, ISBN 3-7281-2127-4
- Zur Bewertung der Wirkung sicherheitsorientierter Massnahmen im Eisenbahnbetrieb. Heinrich Brändli, Rudolf Röttinger, Institut für Verkehrsplanung, Transporttechnik, Strassen- und Eisenbahnbau, ETH Zürich, Zürich 1989, doi:10.3929/ethz-a-000510558.
- Bewertung der regionalen Erschliessung durch öffentlichen Verkehr. R. Bahman, H. Brändli, W. Züst, GVF-Auftrag; Nr. 21, Generalsekretariat EVED, Dienst für Gesamtverkehrsfragen, Zürich 1993.
- Optimale Haltestellenabstände beim öffentlichen Verkehr. H. Brändli, M. Glaser, G. Junker, Bundesamt für Strassenbau, Forschungsbericht; 24; Serie: Forschungsbericht, Vereinigung Schweizerischer Verkehrsingenieur; Nr.25/70, Bern 1981.
- Basiserschliessung : Erschliessungsstandard durch den öffentlichen Verkehr in Abhängigkeit von der Angebots- und Nachfragestruktur. Diss. Techn. Wiss. ETH Zürich, Nr. 8646, 1988. Ref.: H. Brändli; Korref.: C. Hidber; Korref.: J. Oetterli, Zürich 1988, doi:10.3929/ethz-a-000911975.
- Elastische Lagerung von Strassenbahnschienen in Strassen.  Eidgenössisches Verkehrs- und Energiewirtschaftsdepartement, Bundesamt für Strassenbau, Bern 1993.
- Einfluss des Anmarschweges auf die Benützung öffentlicher Verkehrsmittel.  R. Siegrist, W. Altherr, R. Enz; Ltg.: H.Brändli, 1987.
- Einfluss von neuen Bahnhofzugängen auf das Fahrgastverhalten. H.Brändli, W.Berg, Institut für Verkehrsplanung und Transporttechnik – ETHZ, Zürich 1979.
- Verkehrszukunft in Zürich. Unimagazin; 2001, Nr. 1.
- Brennpunkt Alpentransit. Magazin der Eidgenössischen Technischen Hochschule Zürich, Nr. 284, S. 40–43; 2002.
- Machbarkeitsstudie zur Bewertung der regionalen Erschliessung durch öffentlichen Verkehr. R. Bahmann, H. Brändli, W. Züst ; GVF Projektbegleitung: GS-EVED, Dienst für Gesamtverkehrsfragen, 1992.
- Think Trac. Ein einfach zu portierendes Traktionsprogramm für die Berechnung von Fahrzeiten im Eisenbahnverkehr, Bearb.: J. Hoessly; Ltg.: H. Brändli, 1993.
- Sicherheit im Schienenverkehr: zum Umgang mit Risiken am Beispiel der Eisenbahn. Verlags-AG der akademischen technischen Vereine, 1990, doi:10.5169/seals-77550.
- Kostenproblematik des Schienenverkehrs. Bearb.: J. Wichser; Ltg.: H. Brändli, IVT, Institut für Verkehrsplanung, Transporttechnik, Strassen- und Eisenbahnbau, ETH Zürich, 1993.
- Öffentlicher Verkehr zwischen Markt und Politik. Magazin der Eidgenössischen Technischen Hochschule Zürich (1996); Nr. 260, 1996.
- Die S-Bahn als Glied der Transportkette im öV. S-Bahn nach Mass : internationale Studientage in Zürich, 1991.
- Quo vadis... Der Zwang zum (auch) langfristigen Denken und Handeln im Verkehrswesen am Beispiel des öffentlichen Verkehrs. Jahrbuch der Schweizerischen Verkehrswirtschaft 1997/98, 1998.
- Fahrplanabhängigkeit des Fahrgastzuflusses zu Haltestellen. Leitg.: H. Brändli; Bearb.: H. Müller, IVT Berich; Nr.81/5, 1981.
- Planung des öffentlichen Verkehrs in nichtstädtischen Gebieten. Heinrich Brändli, Hans Amacker, Schriftenreihe des IVT; Nr. 74, ETHZ, 1988.
- Aerobus-System : Eignung als «städtisches Massenverkehrsmittel» und Zulassungsfragen. ETH; Institut für Verkehrsplanung und Transporttechnik, 1980.

### Vorlesungen
- Illusionen und Realitäten im öffentlichen Verkehr. Einführungsvorlesung. Videoportal der ETH Zürich, 13. Januar 1976 (Audio).
- Projektierung von Verkehrsanlagen : Trassierungselemente der Schiene. Institut für Verkehrsplanung und Transporttechnik – ETHZ, 1976.
- Transporttechnik Institut für Verkehrsplanung und Transporttechnik – ETHZ, 1976.
- Grundlagen des öffentlichen Verkehrs. H. Brändli, W. Berg, F. Reutimann, Institut für Verkehrsplanung und Transporttechnik – ETHZ, 1976.
- Was ist und kann «öffentlicher Verkehr» Videothek – 118 – TV Uni Zürich, 1997.
- Blick zurück nach vorn. Abschiedsvorlesung. Videoportal der ETH Zürich, 20. November 2003.